# Rio Lena (Rússia)
O rio Lena (em russo: Ле́на) situa-se na Sibéria e é o décimo mais longo do mundo (4.400 km), e o nono em área da bacia hidrográfica. Nasce a 1640 m de altitude nas montanhas Baikal, no sul do planalto Central Siberiano, 20 km a oeste do lago Baikal, e flui para nordeste, recebendo caudal do Kirenga e do Vitim. A partir de Yakutsk entra nas terras baixas, recebendo caudal do Olyokma e segue para norte até à foz do seu afluente Aldan. Desagua no mar de Laptev, parte do oceano Ártico, tendo um delta de 10 800 km² de área. 

## Ver também

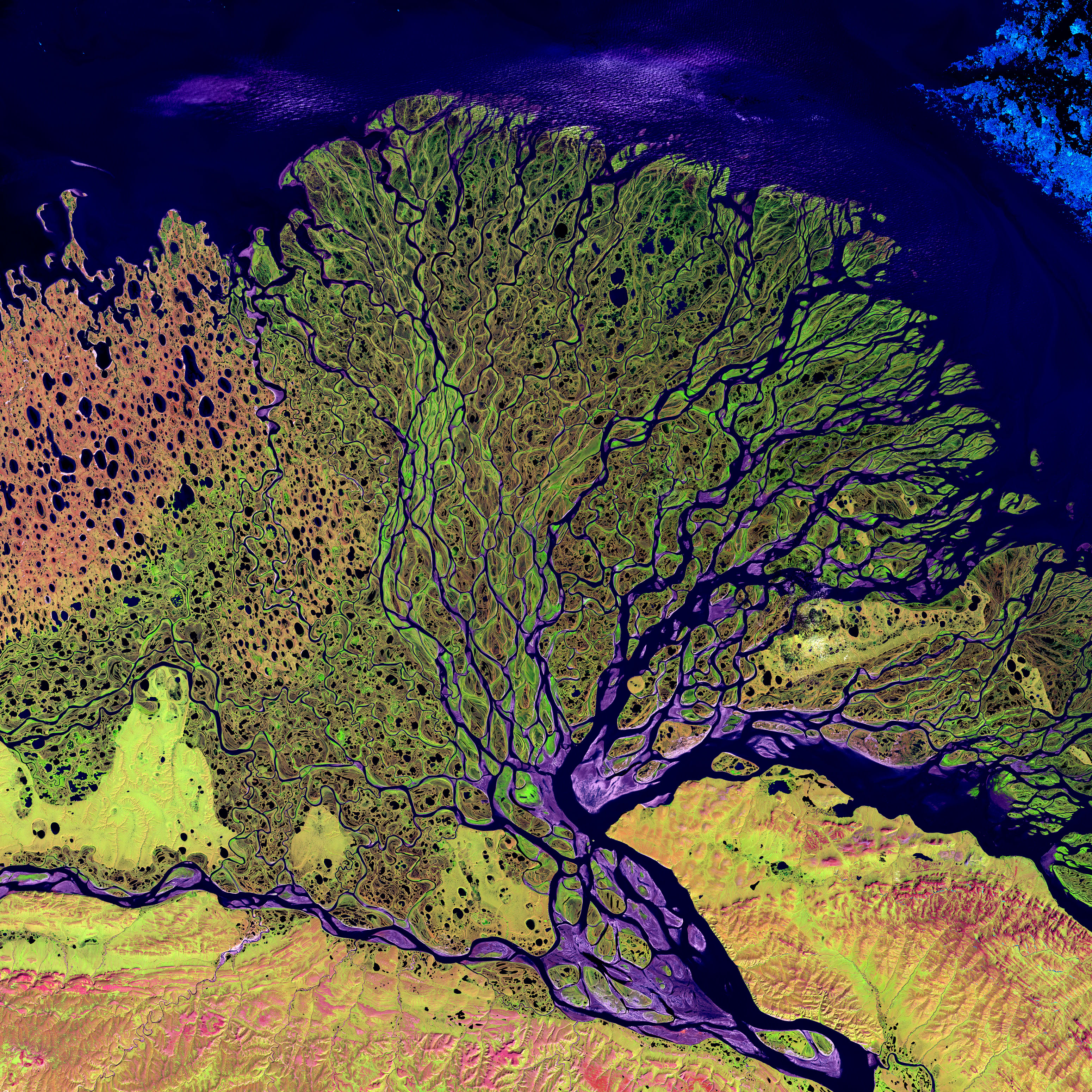
Delta do rio Lena